# Suffer the Children
(Testo di Suffer the Children, Tears for Fears)
Suffer the Children è il singolo di debutto della band inglese dei Tears for Fears.
Appena finita l'esperienza dei Graduate, Roland Orzabal e Curt Smith debuttarono col nuovo nome di "Tears for Fears". La canzone è stata scritta e cantata da Orzabal.
Il singolo è stato pubblicato la prima volta nel novembre del 1981. Una seconda volta è stato pubblicato il 19 agosto 1985. In entrambi i casi la b-side era una breve traccia, Wino, che finora non è mai stata pubblicata su album.

## Tracce
7": Mercury / IDEA1 (Regno Unito)
1. Suffer the Children – 3:36
2. Wino – 2:17

12": Mercury / IDEA12 (Regno Unito)
1. Suffer the Children (remix) – 4:15
2. Suffer the Children (strumentale) – 4:26
3. Wino – 2:17

## Formazione
- Roland Orzabal - voce, chitarra, sintetizzatori, piano elettrico, programmazione batteria
- Curt Smith - basso, basso synth, cori